# Mycena flavoalba
Mycena flavoalba es una especie de hongo basidiomicetos de la familia Mycenaceae.

## Características
Es una especie de seta comestible, la forma del sombrero (píleo) es cónica en un principio, luego con la madures se hace convexa, puede llegar a medir hasta 1,5 centímetros de diámetro, es de color blanco marfil a blanco amarillento.
El tallo mide hasta 8 centímetros de largo y 2,5 milímetros de espesor. Se los encuentra en Europa, América del Norte y Oriente Medio, donde crece dispersa o en grupo entre los restos de coníferas, de robles y en el humus de los bosques.